# 뷜라흐역
뷜라흐역(독일어: Bahnhof Bülach)은 스위스 취리히주와 뷜라흐 지자체에 있는 기차역이다. 그것은 스위스 연방 철도의 빈터투어에서 코블렌츠 및 욀리콘-뷜라흐선의 교차점에 위치한다.
뷜라흐역은 취리히 S-반 노선 S3, S9, S36 및 S41에 의해 제공된다. 취리히에서 샤프하우젠까지 매시간 레기오익스프레스 서비스를 제공한다. S9는 뷜라흐 남쪽의 뷜라흐-레겐스베르크 철도를 사용하여 취리히와 샤프하우젠을 연결한다. S36은 코블렌츠를 연결하고, S41은 빈터투어를 연결한다. 뷜라흐는 카일반호프의 한 예이다.: 플랫폼 1-3은 역 서쪽의 욀리콘–뷜라흐선에 위치하며, 플랫폼 4–6은 동쪽의 빈터투어–코블렌츠 노선에 있다. 두 노선은 역 시설의 바로 북쪽에 합류한다.

## 운행편
2020년 12월 시간표 변경에 따라 뷜라흐에서 다음 서비스가 정차한다.
- 레기오익스프레스 : 취리히 HB와 샤프하우젠 사이를 매시간 운행한다.
- 취리히 S-반 :
  - S3: 베치콘까지 러시아워 서비스.
  - S9: 우스터와 라프츠 간의 30분 간격 운행 다른 모든 열차는 라프츠에서 샤프하우젠까지 계속된다.
  - S36: 발츠후트까지 매시간 운행.
  - S41: 빈터투어까지 30분 간격 운행.